# This Is Music
Singles de The Verve
Slide Away
(1993) On Your Own
(1995)
Pistes de A Northern Soul
A New Decade On Your Own
This Is Music  est une chanson du groupe de rock psychédélique The Verve et est sortie le 1er mai 1995 en tant que premier single du second album studio du groupe, A Northern Soul. La chanson est remplie d'images lyriques, et la composition est très soignée. Le single a atteint la 35e place sur l'UK Singles Chart, réalisant ainsi une première percée pour le groupe qui auparavant n'avait pas dépassé la 69e place. Paradoxalement, la chanson est arrivée 16e sur l'UK Indie Chart alors que tous les singles précédents avaient atteint la première place. elle sera d'ailleurs la dernière chartée sur ce classement. La chanson est souvent utilisée pour ouvrir les lives. Elle a donné son nom au best-of du groupe, This Is Music: The Singles 92–98.

## Liste des titres
- CD single et Vinyle 12"

1. This Is Music - 3:35
2. Let The Damage Begin - 4:23
3. You And Me - 3:53

- Vinyle 7"

1. This Is Music (Radio Edit) - 3:23
2. Let The Damage Begin - 4:23